# Trierarchie
Die Trierarchie (altgriechisch τριηραρχία) war ein wichtiges Amt der militärischen Leiturgie in Athen. Ein Trierarch (altgriechisch τριήραρχος) verpflichtete sich, eine Triere für ein Jahr lang auszurüsten und zu befehligen.
Die Trierarchie wurde 483/482 v. Chr. als Ersatz für die Naukrarien eingeführt, die seit dem von Themistokles initiierten Flottenbauprogramm nicht mehr genügten. Später konnten Trierarchen auch andere Kriegsschiffe als Trieren kommandieren.
Da die Belastungen durch den Peloponnesischen Krieg gegen Ende des 5. Jahrhunderts v. Chr. zu groß wurden, wurde das System der Finanzierung 410 v. Chr. verändert. Von nun an galt die Syntrierarchie, wo zwei Trierarchen eine Triere finanzierten. 357 v. Chr. (oder kurz zuvor) wurden die Lasten durch ein von einem Periandros eingebrachtes Gesetz, das die Symmorien einführte, weiter verteilt. Demosthenes setzte 340 v. Chr. eine Neubewertung durch, nach der nur noch 300 Athener als Trierarchen in Frage kamen und ärmere Athener somit nicht mehr herangezogen wurden.
Außerhalb Athens wurde als Trierarch generell der Kommandant eines Kriegsschiffes bezeichnet, auch wenn er im Unterschied zu den attischen Trierarchen nicht für dessen Finanzierung aufkam.